# ガンダムトライエイジ
『ガンダムトライエイジ』（GUNDAM TRYAGE）は、ガンダムシリーズを題材としているバンダイ カード事業部によるトレーディングカードアーケードゲーム。2011年7月28日稼動開始。公式の通称は『トライエイジ』。2012年10月に『ガンダムトライエイジ ジオンの興亡』へ、2013年5月に『ガンダムトライエイジ BUILD MS』へ、2014年10月に『ガンダムトライエイジ BUILD G』へ、2015年10月に『ガンダムトライエイジ 鉄血の○弾』へ、2016年10月に『ガンダムトライエイジ 鉄華繚乱』へ、2017年7月に『ガンダムトライエイジ VS IGNITION』へ、2018年5月より『ガンダムトライエイジ OPERATION ACE』へ、2019年5月に『ガンダムトライエイジ DELTA WARS』へ、2020年6月に『ガンダムトライエイジ EVOL BOOST!!』へリニューアルされた。ガンダムトライエイジ EVOL BOOST!!05をもって2021年5月31日に稼働終了。

## 概要
『ドラゴンボールヒーローズ』に続くフラットパネルリーダータイプの進化系カードバトル第2弾。カードダスドットコム公式サイトでは他のデータカードダスと同様に紹介されているが、ヒーローズ同様データカードダスの名称は冠していない。筐体のフラットパネルリーダーにカードを配置させ操作するシステムで、ICカードを使用することにより戦績を記録することもできた。また通信機能も搭載されており、定期的に特殊ミッションの配信やハイスコアランキングの集計などが行われた。
「コアな方からライトな方まで、親子層にも楽しんでもらえるガンダムカードゲーム」をテーマに、2009年の機動戦士ガンダム放送30周年を機に企画・開発が始まり、2011年7月28日に稼動が開始された。
これまでガンダムシリーズのゲームは原作同様、中高生から上の世代がメインターゲット層となっていたが、バンダイはトライエイジのメインターゲットを、同時展開された『機動戦士ガンダムAGE』と同様に『小学生男児』と定め、シェアの拡大を狙った。その上で、ゲームにはガンダムAGEだけでなく、旧作の『機動戦士ガンダム』や宇宙世紀シリーズをも登場させることで、『ガンダムトライエイジ』をきっかけに、子どもたちに幅広いガンダムを知って貰う狙いもあった。
『機動戦士ガンダムAGE』・『ガンダムビルドファイターズ』（トライも含む）・『機動戦士ガンダム 鉄血のオルフェンズ』などの連動も図られ、それらに登場したモビルスーツやキャラクターがリリースされた。

## 遊び方
3枚のモビルスーツカードをフラットパネルに置き登録、次に3枚のパイロットカードをフラットパネルに置き登録しパネル下部スタンバイエリアに移動してゲームを開始。
ロックオンフェイズでカードを敵に重ねてバトル開始、バトルフェイズでスピードが速いほうが先攻となり、アタック時にタイミングよくボタンを押す。敵機を倒すとGゲージが貯まり、カードを擦りGゲージを開放することで必殺技が発動する。
1弾より2P対戦が可能になっている。ネット対戦は不可能だが、ビルドファイターズモードでネットワークマッチングでの擬似対戦が可能だった。

### カード
おもにモビルスーツカードとパイロットカードそれぞれ3枚で3機編成の小隊を構成する。
モビルスーツカード
アタッカー、ディフェンダー、ガンナーの3種類のタイプがあり、同じタイプで同時にロックオンすることで「コンビネーションアタック」が発動する。
先制、鉄壁といった「モビルスーツアビリティ」があり、戦闘中に発動する。
パイロットカード
アタック、ディフェンス、スピードの「バースト」があり、戦闘中に発動する。
パイロットごとに「パイロットスキル」があり、発動条件を満たすと発動する。
4弾から一部パイロットに「覚醒」が実装。「バースト」と能力値の一部が強化される。DELTA WARSから「EXパイロットスキル」や、全ての「バースト」が使用可能になる「EX覚醒」に差し替えられた。
イグニッションカード
VS IGNITIONより登場。
必殺技使用時や相手の先攻時に発動し、カードに描かれたモビルスーツが必殺技で反撃や追加攻撃などをする。
ACEカード
OPERATION ACEより登場した、モビルスーツカード・パイロットカードに存在するカード。
表面に「ACE」と書かれており、小隊のエースに指定することでカードごとに設定された効果を発揮する。
ヴァリアブルカード
DELTA WARSより登場した、特別なモビルスーツカード。
2機のモビルスーツが描かれており、条件を満たすことで能力が異なる別のモビルスーツへ乗り換える。
ブーストカード
EVOL BOOST!!より登場。ゲーム中にカードに書かれた条件を満たすことでブーストレベルが上がり、発動時のレベルに応じて小隊のステータスが上がる。

### ICカード
セーブ回数は通常400回、トライアル版が100回。
ステータスや獲得パーツ、MSレベルアップやAGEシステム（ガンダムAGEがパワーアップする能力。BUILD G6弾まで）と『機動戦士ガンダム 鉄血のオルフェンズ』に登場する機体を強化するマルチフレームシステム（鉄血の1弾〜6弾では第1期のガンダム・フレーム機およびガンダム・バルバトス（ゴールド）とガンダム・アスタロトのみのフレームシステム）の成長が記録できる。また戦績に応じ階級も上昇し特殊パーツや母艦（BUILD MS8弾まで）も支給される。

### ビルドモビルスーツカード
『BUILD MS』より登場。ビルドモビルスーツカードで、自分専用のMSを開発することが出来る。ICカードでドッグに最大6機まで格納可能。また特定の効果を持つ「ビルドアクション」をセットすることが可能。プレイ終了後にチューンアップすることで新機体の開発ができる。一部のMSは一般カードに登録されず、本カードを使わないと使用できない。
『鉄血の1弾』より、フレームシステム（マルチフレームシステム）の機体を使うためにも必要になる。ビルドMSとはどちらか一方を選ぶ。

### バトルパートナー
『BUILD G』より登場。母艦の廃止と引き換えに実装。バーストエールでバーストを強化できて、ミッションクリア後にプレゼントをもらえる事がある。

## 挿入歌
この節の出典
- 「俺たちのトライエイジ」（0弾〜2弾）

作詞 - なかの★陽 / 作曲 - 小林ズンバ / 歌 - 高取ヒデアキ
- 「僕たちのトライエイジ」（3弾〜6弾）

作詞 - なかの★陽 / 作曲 - 小林ズンバ / 歌 - 古谷徹
- 「Gの軌跡」（ジオンの興亡）

作詞 - なかの★陽、小林ズンバ / 作曲 - 小林ズンバ / 歌 - 高取ヒデアキ
- 「Build up TRYAGE」(BUILD MS〜VS IGNITION)

作詞、作曲 - 小林ズンバ、歌 - コタニキンヤ（BUILD MS）、MIQ（BUILD G〜VS IGNITION）
- 「ACE of Fate」(OPERATION ACE〜DELTA WARS)

作詞、作曲 - 佐々木悠己 / 歌 - 平林一哉 (HUSKING BEE)
- 「EVOL AGE」(EVOL BOOST!!)

作詞、歌 - SHO（AVANTE） / 作曲 - 坂部大介

## 主な登場作品
複数にわたって登場するMSやパイロット、初登場時点ではカード化されていないMSやパイロットはカードとして初登場した部分に記載する。

### 機動戦士ガンダムAGE編
『機動戦士ガンダムAGE』をメインとしたシリーズ。

#### 0弾
機動戦士ガンダム
- モビルスーツ - ガンダム、ガンキャノン、ガンタンク、ザクII（量産型、シャア・アズナブル専用機）
- パイロット - アムロ・レイ (1st)、カイ・シデン、ハヤト・コバヤシ、セイラ・マス、シャア・アズナブル（1st）

機動戦士ガンダム0083 STARDUST MEMORY
- モビルスーツ - ガンダム試作1号機フルバーニアン、ガンダム試作2号機
- パイロット - コウ・ウラキ、アナベル・ガトー

機動戦士ガンダムUC
- モビルスーツ - ユニコーンガンダム（デストロイモード）、クシャトリヤ、ギラ・ズール、
- パイロット - バナージ・リンクス、マリーダ・クルス、ギルボア・サント

機動戦士ガンダム00
- モビルスーツ - ダブルオーガンダム、リボーンズガンダム、GN-X
- パイロット - 刹那・F・セイエイ (2nd)、リボンズ・アルマーク、セルゲイ・スミルノフ、ソーマ・ピーリス

#### 1弾
機動戦士ガンダムAGE
- モビルスーツ - ガンダムAGE-1（ノーマル、タイタス）、ジェノアスカスタム、ジェノアス、ガフラン
- パイロット - フリット・アスノ（第1部）、ウルフ・エニアクル（第1部）、ラーガン・ドレイス

機動戦士ガンダム
- モビルスーツ - ビグ・ザム
- パイロット - ドズル・ザビ、ガルマ・ザビ

モビルスーツバリエーション
- モビルスーツ - ザクII（ガルマ専用機）[6]

機動戦士ガンダムUC
- モビルスーツ - シナンジュ、ギラ・ズール（アンジェロ専用機）
- パイロット - フル・フロンタル、アンジェロ・ザウパー

#### 2弾
機動戦士ガンダムAGE
- モビルスーツ - ガンダムAGE-1（スパロー）、Gエグゼス、ゼダス、バクト
- パイロット - デシル・ガレット（第1部）

機動戦士ガンダムSEED
- モビルスーツ - エールストライクガンダム、イージスガンダム
- パイロット - キラ・ヤマト (SEED)、アスラン・ザラ (SEED)

機動戦士ガンダム
- モビルスーツ - ジオング、ガンダム（ハイパー・ハンマー装備）

#### 3弾
機動戦士ガンダムAGE
- モビルスーツ - ガンダムAGE-2（ノーマル、ダブルバレット）、Gバウンサー、アデル（ディーヴァ所属機）、ジェノアスII（ディーヴァ所属機）、ゼイドラ、クロノス、ドラド、デファース、ファルシア
- パイロット - アセム・アスノ、フリット・アスノ（第2部）、ウルフ・エニアクル（第2部）、オブライト・ローレイン、マックス・ハートウェイ、アリーサ・ガンヘイル、ゼハート・ガレット、ギーラ・ゾイ、ユリン・ルシェル

機動戦士Ζガンダム
- モビルスーツ - Ζガンダム、ガンダムMk-II（エゥーゴ仕様）、サイコガンダム
- パイロット - カミーユ・ビダン、エマ・シーン、フォウ・ムラサメ

機動戦士ガンダム00
- モビルスーツ - スサノオ

#### 4弾
機動戦士ガンダムAGE
- モビルスーツ - ガンダムAGE-3（ノーマル、フォートレス）、ギラーガ、ガンダムAGE-1（フラット）
- パイロット - キオ・アスノ、フリット・アスノ（第3部）、デシル・ガレット（第2部）

機動戦士Ζガンダム
- モビルスーツ - 百式、キュベレイ、ガンダムMk-II（ティターンズ仕様）
- パイロット - クワトロ・バジーナ、ハマーン・カーン（Ζ）

機動戦士ガンダム00
- パイロット - ミスター・ブシドー

#### 5弾
機動戦士ガンダムAGE
- モビルスーツ - ガンダムAGE-3（オービタル）、ガンダムAGE-2（SPver.、ダークハウンド）、Gエグゼス ジャックエッジ
- パイロット - キャプテン・アッシュ

機動戦士ガンダムUC
- モビルスーツ - バンシィ（デストロイモード）

機動戦士ガンダム
- モビルスーツ - ズゴック（シャア・アズナブル専用機、量産型）、アッガイ
- パイロット - アカハナ

機動戦士ガンダムΖΖ
- モビルスーツ - ΖΖガンダム、キュベレイMk-II（エルピー・プル専用機、プルツー専用機）、クィン・マンサ
- パイロット - ジュドー・アーシタ、ルー・ルカ、エルピー・プル、プルツー

機動戦士ガンダム00
- パイロット - パトリック・コーラサワー

#### 6弾
機動戦士ガンダムAGE
- モビルスーツ - ガンダムAGE-FX、ガンダムレギルス、ザムドラーグ、フォーンファルシア
- パイロット - フェザール・イゼルカント、ザナルド・ベイハート、フラム・ナラ

機動戦士ガンダム 逆襲のシャア
- モビルスーツ - νガンダム、サザビー
- パイロット - アムロ・レイ（逆襲のシャア）、シャア・アズナブル（逆襲のシャア）

機動戦士ガンダムSEED
- モビルスーツ - フリーダムガンダム、ジャスティスガンダム

機動戦士ガンダム0080 ポケットの中の戦争
- モビルスーツ - ハイゴッグ
- パイロット - ガブリエル・ラミレス・ガルシア

### ジオンの興亡
宇宙世紀をメインとしたシリーズ。

#### 1弾（ジオンの興亡）
機動戦士ガンダム
- モビルスーツ - エルメス、グフ、ゲルググ（シャア・アズナブル専用機、量産型）
- パイロット - ララァ・スン、ランバ・ラル

機動戦士ガンダム 逆襲のシャア
- モビルスーツ - ヤクト・ドーガ（ギュネイ・ガス専用機、クェス・パラヤ専用機）
- パイロット - ギュネイ・ガス、クェス・パラヤ

機動戦士ガンダムUC
- モビルスーツ - ユニコーンガンダム（覚醒）

機動戦士ガンダムAGE
- モビルスーツ - ガンダムAGE-1（グランサ）

機動武闘伝Gガンダム
- モビルスーツ - シャイニングガンダム、マスターガンダム
- パイロット - ドモン・カッシュ、東方不敗マスター・アジア

ガンダム無双
- モビルスーツ - 真武者頑駄無

#### 2弾（ジオンの興亡）
機動戦士ガンダム
- モビルスーツ - ドム
- パイロット - ガイア、マッシュ、オルテガ

モビルスーツバリエーション
- モビルスーツ - パーフェクト・ジオング

機動戦士ガンダム MS IGLOO -1年戦争秘録-
- モビルスーツ - ヅダ

機動戦士ガンダム0080 ポケットの中の戦争
- モビルスーツ - ガンダムNT-1、ケンプファー、ザクII改
- パイロット - クリスチーナ・マッケンジー、ミハイル・カミンスキー、バーナード・ワイズマン

機動戦士Ζガンダム
- モビルスーツ - ジ・O、ハンブラビ
- パイロット - パプテマス・シロッコ、ヤザン・ゲーブル

機動戦士ガンダムΖΖ
- パイロット - エル・ビアンノ

劇場版 機動戦士ガンダム00 -A wakening of the Trailblazer-
- モビルスーツ - ダブルオークアンタ

#### 3弾（ジオンの興亡）
機動戦士ガンダム
- モビルスーツ -　ジム、ギャン
- パイロット - マ・クベ

モビルスーツバリエーション
- モビルスーツ - ザクII（ジョニー・ライデン専用機）
- パイロット - ジョニー・ライデン

機動戦士ガンダム 第08MS小隊
- モビルスーツ - ガンダムEz8、陸戦型ガンダム、アプサラスII、グフカスタム
- パイロット - シロー・アマダ、カレン・ジョシュワ、テリー・サンダースJr.、アイナ・サハリン、ノリス・パッカード

機動戦士Ζガンダム
- モビルスーツ - バウンド・ドック
- パイロット - ジェリド・メサ、ロザミア・バダム

機動戦士ガンダムΖΖ
- モビルスーツ - ハンマ・ハンマ

新機動戦記ガンダムW
- モビルスーツ - ウイングガンダムゼロ
- パイロット - ヒイロ・ユイ

#### 4弾（ジオンの興亡）
モビルスーツバリエーション
- モビルスーツ - パーフェクト・ガンダム

機動戦士ガンダム 逆襲のシャア
- モビルスーツ - リ・ガズィ
- パイロット - ケーラ・スゥ、チェーン・アギ

機動戦士ガンダムUC
- モビルスーツ - フルアーマーユニコーンガンダム（ユニコーンモード）、バンシィ・ノルン（ユニコーンモード）、ローゼン・ズール
- パイロット - リディ・マーセナス

機動武闘伝Gガンダム
- パイロット - レイン・ミカムラ

機動戦士ガンダムSEED ASTRAY
- モビルスーツ - アストレイ レッドフレーム
- パイロット - ロウ・ギュール

### BUILD MS
『ガンダムビルドファイターズ』をメインとしたシリーズ。

#### 1弾（BUILD MS）
機動戦士ガンダム
- モビルスーツ - ガンダム（最終決戦仕様）[7]

ガンダム新体験 グリーンダイバーズ
- モビルスーツ - Ζガンダム3号機

機動戦士ガンダムΖΖ
- モビルスーツ - フルアーマーΖΖガンダム
- パイロット - ハマーン・カーン（ΖΖ）

機動戦士ガンダムSEED
- モビルスーツ - フリーダムガンダム（ミーティア装備）、ジャスティスガンダム（ミーティア装備）、プロヴィデンスガンダム、ストライクルージュ[8]
- パイロット - ラウ・ル・クルーゼ、ムウ・ラ・フラガ

機動戦士ガンダムAGE ユニバースアクセル / コズミックドライブ
- モビルスーツ - ガンダムAGE-1（ソーディア）[7]

トライエイジオリジナル
- モビルスーツ - ガンダム（B）、ザクII（B）、ガンダムAGE-1（B）、ビグ・ザム（アクシズ仕様）[8]

#### 2弾（BUILD MS）
機動戦士ガンダム00
- モビルスーツ - ガンダムエクシア、ガンダムデュナメス、ガンダムスローネツヴァイ
- パイロット - 刹那・F・セイエイ（1st）、ロックオン・ストラトス（ニール・ディランディ）、アリー・アル・サーシェス

機動戦士ガンダム0083 STARDUST MEMORY
- モビルスーツ - ガンダム試作3号機、ノイエ・ジール、ガーベラ・テトラ
- パイロット - シーマ・ガラハウ

機動戦士ガンダムSEED
- パイロット - カガリ・ユラ・アスハ (SEED)

機動戦士ガンダムAGE ユニバースアクセル / コズミックドライブ
- モビルスーツ - ガンダムAGE-2（アルティメス）[10]

トライエイジオリジナル
- モビルスーツ - ガンダム試作1号機フルバーニアン（ティターンズ仕様）[8]、ガンダム試作2号機（デラーズ・フリート仕様）[8]

#### 3弾（BUILD MS）
ガンダムビルドファイターズ
- モビルスーツ - ビルドストライクガンダム、ザクアメイジング、ガンダムX魔王、ウイングガンダムフェニーチェ
- パイロット - イオリ・セイ、レイジ、ユウキ・タツヤ、ヤサカ・マオ、リカルド・フェリーニ

ガンダムビルドファイターズ炎
- モビルスーツ - Ζガンダム炎

ガンダムビルドファイターズ プラモダイバー キット&ビルト
- モビルスーツ - ビルトワイバーンガンダム、ザクエンペラー

新機動戦記ガンダムW
- モビルスーツ - ウイングガンダム、ガンダムデスサイズ、リーオー
- パイロット - デュオ・マックスウェル

モビルスーツバリエーション
- モビルスーツ - 高機動型ザクII（シン・マツナガ専用機）

機動戦士ガンダムΖΖ
- パイロット - マシュマー・セロ

ガンダム無双
- モビルスーツ - 騎士ガンダム

トライエイジオリジナル
- モビルスーツ - フルバースト・サイコ・ガンダム[11]、アプサラスII (B)、騎士ガンダム (T)

#### 4弾（BUILD MS）
ガンダムビルドファイターズ
- モビルスーツ - スタービルドストライクガンダム、ケンプファーアメイジング、キュベレイパピヨン、ベアッガイIII
- パイロット - アイラ・ユルキアイネン、コウサカ・チナ、サザキ・ススム

機動戦士ガンダムSEED DESTINY
- モビルスーツ - フォースインパルスガンダム、ガナーザクウォーリア、ザクウォーリア
- パイロット - シン・アスカ、ルナマリア・ホーク、アスラン・ザラ (SEED DESTINY)

ガンダム・センチネル
- モビルスーツ - Ex-Sガンダム
- パイロット - リョウ・ルーツ

トライエイジオリジナル
- モビルスーツ - クィン・マンサ・セプテット[12]、ガンダムトライゼータ[13]、Ex-Sガンダム (T)

#### 5弾（BUILD MS）
ガンダムビルドファイターズ
- モビルスーツ - 戦国アストレイ頑駄無、ガンダムデスサイズ (B)[9]
- パイロット - メイジン・カワグチ（ビルドファイターズ）、ニルス・ニールセン、ラルさん

機動戦士ガンダム 逆襲のシャア
- モビルスーツ - ジェガン、α・アジール、ギラ・ドーガ（量産機、レズン・シュナイダー専用機）
- パイロット - ハサウェイ・ノア、レズン・シュナイダー

機動戦士ガンダム 逆襲のシャア ベルトーチカ・チルドレン
- モビルスーツ - Hi-νガンダム

機動戦士ガンダム 閃光のハサウェイ
- モビルスーツ - Ξガンダム、ペーネロペー
- パイロット - マフティー・ナビーユ・エリン（ハサウェイ・ノア）、レーン・エイム

トライエイジオリジナル
- モビルスーツ - ディガンマ・アジール[14]、Ξガンダム（T）

#### 6弾（BUILD MS）
ガンダムビルドファイターズ
- モビルスーツ - ガンダムエクシアダークマター、ミスサザビー
- パイロット - イオリ・セイ&レイジ

機動武闘伝Gガンダム
- モビルスーツ - ゴッドガンダム、ドラゴンガンダム、ガンダムシュピーゲル
- パイロット - サイ・サイシー、シュバルツ・ブルーダー

機動戦士ガンダム外伝 THE BLUE DESTINY
- モビルスーツ - ブルーディスティニー1号機
- パイロット - ユウ・カジマ

トライエイジオリジナル
- モビルスーツ - ガンダムゴッドマスター[15]、ブルーディスティニー1号機（T）

#### 7弾（BUILD MS）
ガンダムビルドファイターズ
- モビルスーツ - ビルドストライクガンダム（ビルドブースターMk-II）

機動戦士ガンダムUC
- モビルスーツ - フルアーマーユニコーンガンダム（デストロイモード）、バンシィ・ノルン（デストロイモード）、ネオ・ジオング、シャンブロ、バイアラン・カスタム、デルタプラス
- パイロット - ロニ・ガーベイ

機動戦士ガンダムUC MSV
- モビルスーツ - ガンダムデルタカイ、フェネクス（デストロイモード）

トライエイジオリジナル
- モビルスーツ - フルアーマーユニコーンガンダム・プランB[16]、ガンダムデルタカイ (T)

#### 8弾（BUILD MS）
モビルスーツバリエーション
- モビルスーツ - G-3ガンダム

機動戦士ガンダムF91
- モビルスーツ -　ガンダムF91、ビギナ・ギナ、ベルガ・ギロス（ザビーネ専用機、量産機[18]）
- パイロット - シーブック・アノー、セシリー・フェアチャイルド、ザビーネ・シャル

機動戦士クロスボーン・ガンダム
- モビルスーツ - クロスボーン・ガンダムX1、クロスボーン・ガンダムX2
- パイロット - キンケドゥ・ナウ、ザビーネ・シャル（クロスボーン・ガンダム）

機動戦士Vガンダム
- モビルスーツ - Vガンダム、Vガンダムヘキサ、ガンイージ、ゾロ（クロノクル専用機、量産機[9]）
- パイロット - ウッソ・エヴィン、マーベット・フィンガーハット、オリファー・イノエ、ジュンコ・ジェンコ、クロノクル・アシャー

トライエイジオリジナル
- モビルスーツ - ガンダムF91RR[19]、クロスボーン・ガンダムX1（T）

### BUILD G
『ガンダム Gのレコンギスタ』と『ガンダムビルドファイターズトライ』をメインにしたシリーズ。

#### 1弾 (BUILD G)
ガンダムビルドファイターズトライ
- モビルスーツ - ビルドバーニングガンダム、ライトニングガンダム、パワードジムカーディガン
- パイロット - カミキ・セカイ、コウサカ・ユウマ、ホシノ・フミナ

ガンダム Gのレコンギスタ
- モビルスーツ - G-セルフ（大気圏パック）、モンテーロ、カットシー[19]
- パイロット - ベルリ・ゼナム、クリム・ニック

モビルスーツバリエーション
- モビルスーツ - プロトタイプガンダム[20]

機動新世紀ガンダムX
- モビルスーツ - ガンダムX、ガンダムヴァサーゴ、ガンダムアシュタロン
- パイロット - ガロード・ラン、シャギア・フロスト、オルバ・フロスト

∀ガンダム
- モビルスーツ - ∀ガンダム、ゴールドスモー、シルバースモー[20]
- パイロット - ロラン・セアック、ハリー・オード

機動戦士ガンダムSEED ASTRAY
- モビルスーツ - アストレイ ブルーフレーム セカンドL
- パイロット - 叢雲劾

トライエイジオリジナル
- モビルスーツ - アストレイ ブルーフレーム セカンドL（T）

#### 2弾 (BUILD G)
ガンダムビルドファイターズトライ
- モビルスーツ - ウイニングガンダム、R・ギャギャ
- パイロット - サザキ・カオルコ

ガンダム Gのレコンギスタ
- モビルスーツ - G-セルフ（宇宙用パック、トリッキーパック、高トルクパック）、G-アルケイン、エルフ・ブルック（マスク専用機、量産型）
- パイロット - アイーダ・スルガン、マスク

SDコマンド戦記 G-ARMS
- モビルスーツ - コマンドガンダム

トライエイジオリジナル
- モビルスーツ - コマンドガンダム (T)

#### 3弾 (BUILD G)
ガンダムビルドファイターズトライ
- モビルスーツ - ドム（ビルドファイターズトライ）、トライバーニングガンダム、スターウイニングガンダム、ライトニングガンダムフルバーニアン、ベアッガイF、ガンダムアメイジングレッドウォーリア、ガンダムトライオン3
- パイロット - カミキ・ミライ、メイジン・カワグチ（ビルドファイターズトライ）、サカイ・ミナト

ガンダム Gのレコンギスタ
- モビルスーツ - G-セルフ（リフレクターパック、アサルトパック）

ガンダムビルドファイターズ
- モビルスーツ - ガンダムアメイジングエクシア

機動戦士ガンダム THE ORIGIN
- パイロット - シャア・アズナブル (THE ORIGIN)

トライエイジオリジナル
- モビルスーツ - ジム（ゴールドコーティング仕様）[21]、ガンダムドライオンIII[20]

#### 4弾 (BUILD G)
ガンダム Gのレコンギスタ
- モビルスーツ - ジャイオーン

機動戦士ガンダムSEED DESTINY
- モビルスーツ - デスティニーガンダム、デストロイガンダム、ブレイズザクファントム（レイ専用機、ディアッカ専用機、ハイネ専用機[8]）
- パイロット - ステラ・ルーシェ、レイ・ザ・バレル、ディアッカ・エルスマン、キラ・ヤマト(SEED DESTINY)、カガリ・ユラ・アスハ (SEED DESTINY)

機動戦士ガンダムSEED C.E.73 STARGAZER
- モビルスーツ - ストライクノワール
- パイロット - スウェン・カル・バヤン

#### 5弾 (BUILD G)
ガンダムビルドファイターズトライ
- モビルスーツ - トランジェントガンダム、G-ポータント
- パイロット - キジマ・ウィルフリッド、キジマ・シア

ガンダム Gのレコンギスタ
- モビルスーツ - G-セルフ（パーフェクトパック）、G-ルシファー、ダハック
- パイロット - ラライヤ・アクパール＆ノレド・ナグ、キア・ムベッキ

ADVANCE OF Ζ ティターンズの旗のもとに
- モビルスーツ - ガンダムTR-6（ウーンドウォート）

トライエイジオリジナル
- モビルスーツ - ガンダムTR-6（ウーンドウォート）(T)

#### 6弾 (BUILD G)
ガンダム Gのレコンギスタ
- パイロット - ラライヤ・アクパール

機動戦士ガンダム00
- モビルスーツ - ダブルオーライザー、ケルディムガンダム、アリオスガンダム、セラヴィーガンダム、ガンダムエクシアリペア
- パイロット - 刹那・F・セイエイ&沙慈・クロスロード、ロックオン・ストラトス（ライル・ディランディ）、アレルヤ・ハプティズム、ティエリア・アーデ

機動戦士クロスボーン・ガンダム
- モビルスーツ - ガンダムF91（ハリソン専用機）
- パイロット - ハリソン・マディン

### 鉄血の○弾
『機動戦士ガンダム 鉄血のオルフェンズ』第1期をメインにしたシリーズ。

#### 鉄血の1弾
機動戦士ガンダム 鉄血のオルフェンズ
- モビルスーツ - ガンダム・バルバトス（第1形態、第2形態[22]、第3形態[22]）、シュヴァルベ・グレイズ（マクギリス機）、グレイズ改、グレイズ
- パイロット - 三日月・オーガス、マクギリス・ファリド、昭弘・アルトランド、アイン・ダルトン

機動戦士ガンダム THE ORIGIN
- モビルスーツ - ザクII (THE ORIGIN)（シャア専用機）

ガンダム Gのレコンギスタ
- モビルスーツ - カバカーリー

機動戦士ガンダム 逆襲のシャア ベルトーチカ・チルドレン
- モビルスーツ - ナイチンゲール

#### 鉄血の2弾
機動戦士ガンダム 鉄血のオルフェンズ
- モビルスーツ - ガンダム・バルバトス（第4形態）、ガンダム・グシオン、シュヴァルベ・グレイズ（ガエリオ機）
- パイロット - ガエリオ・ボードウィン

機動戦士ガンダムSEED DESTINY
- モビルスーツ - ストライクフリーダムガンダム、インフィニットジャスティスガンダム、レジェンドガンダム

機動戦士ガンダムSEED ASTRAY
- モビルスーツ - アストレイ ゴールドフレーム天ミナ
- パイロット - ロンド・ミナ・サハク

トライエイジオリジナル
- モビルスーツ - ガンダム・バルバトス（ランス装備、グシオンハンマー装備）

#### 鉄血の3弾
機動戦士ガンダム 鉄血のオルフェンズ
- モビルスーツ - ガンダム・バルバトス（クタン参型装備、第5形態[23]）、ガンダム・キマリス、ガンダム・グシオンリベイク、シュヴァルベ・グレイズ（アイン機）、流星号（グレイズ改弐）
- パイロット - クダル・カデル、ノルバ・シノ

機動戦士ガンダム サンダーボルト
- モビルスーツ - フルアーマー・ガンダム
- パイロット - イオ・フレミング

機動戦士ガンダム THE ORIGIN
- モビルスーツ - 高機動型ザクII (THE ORIGIN)（ガイア機、マッシュ機、オルテガ機）
- パイロット - ガイア (THE ORIGIN)、マッシュ (THE ORIGIN)、オルテガ (THE ORIGIN)

機動戦士クロスボーン・ガンダム 鋼鉄の7人
- モビルスーツ - クロスボーン・ガンダムX1フルクロス
- パイロット - トビア・アロナクス

#### 鉄血の4弾
機動戦士ガンダム 鉄血のオルフェンズ
- モビルスーツ - ガンダム・バルバトス（第5形態地上戦用、第6形態）、ガンダム・キマリストルーパー、グリムゲルデ、グレイズ・アイン
- パイロット - モンターク

新機動戦記ガンダムW
- パイロット - カトル・ラバーバ・ウィナー、ゼクス・マーキス

新機動戦記ガンダムW Endless Waltz
- モビルスーツ - ウイングガンダムゼロ（EW版）
- パイロット - ヒイロ・ユイ(EW)

新機動戦記ガンダムW Endless Waltz 敗者たちの栄光
- モビルスーツ - ガンダムエピオン（EW版）
- パイロット - ミリアルド・ピースクラフト

トライエイジオリジナル
- モビルスーツ - ガンダム・バルバトス（グングニール装備、ヴァルキュリアブレード装備）

#### 鉄血の5弾
機動戦士ガンダム 鉄血のオルフェンズ
- モビルスーツ - グレイズリッター（カルタ機）、漏影（ラフタ機、アジー機）、マン・ロディ
- パイロット - カルタ・イシュー、ラフタ・フランクランド、アジー・グルミン、昌弘・アルトランド

機動戦士ガンダム 鉄血のオルフェンズ 月鋼
- モビルスーツ - ガンダム・アスタロト

機動戦士ガンダム サンダーボルト
- モビルスーツ - サイコ・ザク
- パイロット - ダリル・ローレンツ

機動戦士ガンダムUC
- モビルスーツ - ユニコーンガンダム（シールドファンネル装備）

新機動戦記ガンダムW
- モビルスーツ - ガンダムエピオン

機動戦士ガンダム00V戦記
- モビルスーツ - ダブルオークアンタ フルセイバー

#### 鉄血の6弾
∀ガンダム
- モビルスーツ - ターンX
- パイロット - ギム・ギンガナム

機動武闘伝Gガンダム
- パイロット - ドモン・カッシュ&レイン・ミカムラ

トライエイジオリジナル
- モビルスーツ - ガンダム・バルバトス（ゴールド仕様）[24]

### 鉄華繚乱
『機動戦士ガンダム 鉄血のオルフェンズ』第2期をメインにしたシリーズ。

#### 1弾（鉄華繚乱）
機動戦士ガンダム 鉄血のオルフェンズ
- モビルスーツ - ガンダム・バルバトスルプス、ガンダム・グシオンリベイクフルシティ、獅電改（流星号）、獅電、シュヴァルベ・グレイズ（石動機）、レギンレイズ（イオク機、ジュリエッタ機）、ランドマン・ロディ[25]、グレイズリッター（マクギリス機）[25]
- パイロット - 三日月・オーガス（第2期）、昭弘・アルトランド（第2期）、ノルバ・シノ（第2期）、ライド・マッス、石動・カミーチェ、イオク・クジャン、ジュリエッタ・ジュリス

機動戦士ガンダム 鉄血のオルフェンズ 月鋼
- パイロット - アルジ・ミラージ

機動戦士Vガンダム
- モビルスーツ - V2アサルトバスターガンダム

トライエイジオリジナル
- モビルスーツ - ガンダム・ダンタリオン、ガンダム・ダンタリオン（Tブースター装備）

#### 2弾（鉄華繚乱）
機動戦士ガンダム 鉄血のオルフェンズ
- モビルスーツ - 獅電（ハッシュ機）、ガンダム・ヴィダール
- パイロット - ハッシュ・ミディ、タカキ・ウノ、アストン・アルトランド、マクギリス・ファリド（第2期）、ヴィダール

機動新世紀ガンダムX
- モビルスーツ - ガンダムDX
- パイロット - ガロード・ラン&ティファ・アディール

機動戦士ガンダムSEED DESTINY
- モビルスーツ - ストライクフリーダムガンダム（ミーティア装備）、インフィニットジャスティスガンダム（ミーティア装備）、アカツキ（シラヌイ装備、オオワシ装備）
- パイロット - ムウ・ラ・フラガ(SEED DESTINY)

トライエイジオリジナル
- モビルスーツ - ガンダム・ダンタリオン（ハーフカウルT）[26]

#### 3弾（鉄華繚乱）
機動戦士ガンダム 鉄血のオルフェンズ
- モビルスーツ - ガンダム・バルバトスルプスルクス、ガンダム・フラウロス（流星号）、雷電号、レギンレイズ（量産機）、ヘルムヴィーゲ・リンカー、レギンレイズ・ジュリア

機動戦士ガンダム MS IGLOO -1年戦争秘録-
- パイロット - ジャン・リュック・デュバル

機動戦士ガンダムΖΖ
- モビルスーツ - 強化型ΖΖガンダム

機動戦士ガンダム THE ORIGIN
- モビルスーツ - ザクI(THE ORIGIN)（シャア専用機）

SDガンダム外伝 ジークジオン編
- モビルスーツ - SD騎士ガンダム

新SDガンダム外伝 黄金神話
- モビルスーツ - 黄金神スペリオルカイザー

トライエイジオリジナル
- モビルスーツ - ガンダム・ダンタリオン（シールド装備）[26]

#### 4弾（鉄華繚乱）
機動戦士ガンダム 鉄血のオルフェンズ
- モビルスーツ - ガンダム・バエル、ガンダム・キマリスヴィダール
- パイロット - ガエリオ・ボードウィン（第2期）

機動戦士ガンダム 鉄血のオルフェンズ 月鋼
- パイロット - ザザ・フォッシル

機動戦士Vガンダム
- モビルスーツ - ゴトラタン
- パイロット - カテジナ・ルース

機動武闘伝Gガンダム
- モビルスーツ - デビルガンダム最終形態
- パイロット - レイン・ミカムラ（生体ユニット）

ガンダムビルドファイターズ
- モビルスーツ - コマンドガンダム（ガンダムビルドファイターズ）[28]

トライエイジオリジナル
- モビルスーツ - ガンダム・ダンタリオン（Bブースター装備）[29]、ガンダム・ダンタリオン（ハーフカウルB）[29]、ガンダム・ダンタリオン（月鋼）

#### 5弾（鉄華繚乱）
機動戦士ガンダム 鉄血のオルフェンズ
- モビルスーツ - 獅電（オルガ機）、百練（アミダ機、アジー機）
- パイロット - 三日月・オーガス&オルガ・イツカ、ユージン・セブンスターク、ノルバ・シノ&ヤマギ・ギルマトン、アミダ・アルカ&名瀬・タービン

機動戦士ガンダム サンダーボルト
- モビルスーツ - アトラスガンダム

機動戦士ガンダムSEED C.E.73 STARGAZER
- モビルスーツ - スターゲイザー
- パイロット - ソル・リューネ・ランジュ&セレーネ・マクグリフ

トライエイジオリジナル
- モビルスーツ - ガンダム・ダンタリオン（パーフェクトカウル）

### VS IGNITION

#### 01
機動戦士ガンダム Twilight AXIS
- モビルスーツ - ガンダムAN-01"トリスタン"、ザクIII改
- パイロット - クァンタン・フェルモ、ダントン・ハイレッグ

モビルスーツバリエーション
- パイロット - シン・マツナガ

機動戦士ガンダムΖΖ
- モビルスーツ - アッガイ（ハマーン・カーン搭乗機）

機動戦士ガンダム 逆襲のシャアMSV
- モビルスーツ - νガンダムHWS

機動戦士ガンダムUC
- モビルスーツ - ユニコーンガンダム（サイコシャード）、バンシィ・ノルン（覚醒）

機動戦士ガンダム ギレンの野望
- モビルスーツ - キャスバル専用ガンダム
- パイロット - キャスバル・レム・ダイクン

#### 02
新機動戦記ガンダムW
- モビルスーツ - ガンダムデスサイズヘル、ガンダムヘビーアームズ改、ガンダムサンドロック改、アルトロンガンダム、トールギス
- パイロット - トロワ・バートン、張五飛、トレーズ・クシュリナーダ

ガンダムビルドファイターズ
- モビルスーツ - SD騎士ガンダム（ガンダムビルドファイターズ）
- パイロット - ヤジマ・キャロライン

ガンダムビルドファイターズD&A
- モビルスーツ - νガンダムヴレイブ

ガンダムビルドファイターズ炎
- モビルスーツ - ハイパーΖガンダム炎

ガンダムビルドファイターズトライ
- モビルスーツ - すーぱーふみな[30]

#### 03
機動戦士ガンダム00
- モビルスーツ - ガンダムエクシアリペアII、0ガンダム
- パイロット - グラハム・エーカー

劇場版 機動戦士ガンダム00 -A wakening of the Trailblazer-
- モビルスーツ - ELSクアンタ、ガンダムサバーニャ、ガンダムハルート、ラファエルガンダム
- パイロット - 刹那・F・セイエイ&ティエリア・アーデ、アレルヤ・ハプティズム&マリー・パーファシー

機動戦士ガンダムAGE
- モビルスーツ - ガンダムAGE-FXバースト
- パイロット - フリット・アスノ&ユリン・ルシェル

機動戦士ガンダムAGE MEMORY OF EDEN
- モビルスーツ - ガンダムレギルス（MEMORY OF EDEN）

ガンダム Gのレコンギスタ
- パイロット - デレンセン・サマター

#### 04
機動戦士ガンダムSEED
- モビルスーツ - パーフェクトストライクガンダム、デュエルガンダム、バスターガンダム、ブリッツガンダム、ラゴゥ
- パイロット - イザーク・ジュール、ニコル・アマルフィ、アンドリュー・バルトフェルド&アイシャ

ガンダムSEED MSV
- モビルスーツ - ストライクガンダム+I.W.S.P.、ストライクルージュ+I.W.S.P.

機動戦士ガンダムSEED ASTRAY
- モビルスーツ - アストレイ レッドフレーム パワードレッド

機動戦士ガンダムSEED DESTINY
- モビルスーツ - セイバーガンダム
- パイロット - ハイネ・ヴェステンフルス

機動戦士ガンダムSEED DESTINY MSV
- モビルスーツ - デスティニーインパルスガンダム
- パイロット - マーレ・ストロード

機動戦士ガンダム 鉄血のオルフェンズ
- パイロット - デルマ・アルトランド

#### 05
機動戦士ガンダムUC
- モビルスーツ - ユニコーンガンダム（デストロイ・アンチェインド）

機動武闘伝Gガンダム
- モビルスーツ - ガンダムマックスター、ガンダムローズ、ボルトガンダム、デスアーミー
- パイロット - チボデー・クロケット、ジョルジュ・ド・サンド、アルゴ・ガルスキー、マスター・アジア&風雲再起

ガンダムビルドファイターズ
- モビルスーツ - ビルドストライクコスモス

ガンダムビルドファイターズトライ
- モビルスーツ - カミキバーニングガンダム

ガンダムビルドファイターズトライ アイランド・ウォーズ
- モビルスーツ - すーぱーふみな ティターンズメイドVer.[30]

機動戦士ガンダム 鉄血のオルフェンズ
- パイロット - チャド・チャダーン、アミダ・アルカ

### OPERATION ACE
『ガンダムビルドダイバーズ』をメインとしたシリーズ。

#### 01 (OPERATION ACE)
ガンダムビルドダイバーズ
- モビルスーツ - ガンダムダブルオーダイバー、ジムIIIビームマスター、モモカプル、ガンダムAGE-IIマグナム
- パイロット - リク、ユッキー、モモ、クジョウ・キョウヤ

機動戦士ガンダム
- モビルスーツ - ザクII（ククルス・ドアン機）
- パイロット - ハヤト・コバヤシ&リュウ・ホセイ、ククルス・ドアン

機動戦士ガンダム サイドストーリーズ
- モビルスーツ - ペイルライダー

機動戦士ガンダム0080 ポケットの中の戦争
- モビルスーツ - ジム・コマンド

機動戦士ガンダムΖΖ
- モビルスーツ - Ζザク

機動戦士クロスボーン・ガンダム
- モビルスーツ - クロスボーン・ガンダムX1改、クロスボーン・ガンダムX2改、クロスボーン・ガンダムX3

#### 02 (OPERATION ACE)
ガンダムビルドダイバーズ
- モビルスーツ - ガンダムダブルオーダイバーエース

新機動戦記ガンダムW Endless Waltz
- モビルスーツ - ガンダムデスサイズヘル（EW版）、ガンダムサンドロック改（EW版）、ガンダムヘビーアームズ改（EW版）、アルトロンガンダム（EW版）、トールギスIII
- パイロット - デュオ・マックスウェル(EW)、カトル・ラバーバ・ウィナー(EW)、トロワ・バートン(EW)、張五飛(EW)、ゼクス・マーキス(EW)

トライエイジオリジナル
- モビルスーツ - ガンダム（トライエイジカラー）[31]

#### 03 (OPERATION ACE)
ガンダムビルドダイバーズ
- モビルスーツ - ガンダムダブルオースカイ
- パイロット - リク＆サラ

機動戦士ガンダムSEED
- モビルスーツ - デュエルガンダム アサルトシュラウド

機動戦士ガンダムSEED DESTINY
- パイロット - ラクス・クライン

機動戦士ガンダムSEED C.E.73 STARGAZER
- パイロット - セレーネ・マクグリフ

X42S-REVOLUTION
- モビルスーツ - デスティニーガンダム（ハイネ機）[32]

機動戦士ガンダム00
- パイロット - アレルヤ・ハプティズム＆ハレルヤ

劇場版 機動戦士ガンダム00 -A wakening of the Trailblazer-
- パイロット - 刹那・F・セイエイ（劇場版エピローグ）

ガンダム00 Festival 10 "Re：vision"
- モビルスーツ - ガンダムエクシアリペアIV、ガンダムデュナメスリペアIII
- パイロット - グラハム・エーカー（Re:vision）、レティシア・アーデ

ガンダムビルドファイターズトライ
- モビルスーツ - デスティニーガンダム（ガンダムビルドファイターズトライ）

#### 04 (OPERATION ACE)
機動戦士ガンダム 第08MS小隊
- モビルスーツ - 陸戦型ガンダム（ジム頭）
- パイロット - シロー・アマダ&キキ・ロジータ

機動戦士Ζガンダム
- パイロット - フランクリン・ビダン

機動戦士ガンダムΖΖ
- パイロット - ジュドー・アーシタ&エルピー・プル

機動戦士ガンダムUC
- パイロット - バナージ・リンクス&オードリー・バーン

機動戦士ガンダム U.C.0094 アクロス・ザ・スカイ
- パイロット - ブレイア・リュード

機動戦士ガンダムNT
- モビルスーツ - ナラティブガンダム（A装備）、シナンジュ・スタイン、フェネクス（デストロイモード）[NT]、IIネオ・ジオング
- パイロット - ヨナ・バシュタ、ゾルタン・アッカネン

機動新世紀ガンダムX
- モビルスーツ -　Gファルコン、ガンダムDX（Gファルコン装備）、ガンダムエアマスター、ガンダムレオパルド
- パイロット - パーラ・シス、ガロード・ラン&パーラ・シス、ウィッツ・スー、ロアビィ・ロイ、ジャミル・ニート

#### 05 (OPERATION ACE)
機動戦士ガンダムAGE
- パイロット - キオ・アスノ＆ウッドビット・ガンヘイル

機動戦士ガンダム 鉄血のオルフェンズ
- モビルスーツ -　ガンダム・バルバトスルプスレクス（最終決戦）、ガンダム・キマリスヴィダール（最終決戦）

SD戦国伝 武者七人衆編
- モビルスーツ -　SD武者頑駄無

SDガンダム外伝 ジークジオン編
- モビルスーツ -　サタンガンダム、スペリオルドラゴン

#### 06 (OPERATION ACE)
機動戦士ガンダム
- パイロット - リュウ・ホセイ

機動戦士Ζガンダム
- モビルスーツ - Ζガンダム（バイオセンサー）、メタス
- パイロット - ファ・ユイリィ

機動戦士ガンダム 逆襲のシャアMSV
- モビルスーツ - νガンダム（ダブルフィンファンネル）

機動戦士ガンダムUC
- パイロット - リディ・マーセナス＆オードリー・バーン

機動戦士ガンダム サンダーボルト
- モビルスーツ - アッガイ（索敵型）

機動戦士ムーンガンダム
- モビルスーツ - ムーンガンダム
- パイロット - ユッタ・カーシム

### DELTA WARS

#### 01 (DELTA WARS)
機動戦士ガンダム
- モビルスーツ - ジオングヘッド[33]

新機動戦記ガンダムW
- パイロット - ルクレツィア・ノイン

機動戦士ガンダム00
- モビルスーツ - ガンダムキュリオス、ガンダムヴァーチェ、ガンダムスローネアイン、ガンダムスローネドライ、0ガンダム（ロールアウトカラー）[34]
- パイロット - ロックオン・ストラトス&ハロ、ティエリア・アーデ（1st）、ヨハン・トリニティ、ミハエル・トリニティ、ネーナ・トリニティ、ラッセ・アイオン、ハワード・メイスン、ダリル・ダッジ

ガンダムビルドファイターズ
- モビルスーツ - ゴールドスモー（ガンダムビルドファイターズ）[35]
- パイロット - カルロス・カイザー、ジュリアン・マッケンジー

ガンダムビルドファイターズトライ
- パイロット - アドウ・サガ、レディ・カワグチ、ルーカス・ネメシス

#### 02 (DELTA WARS)
機動武闘伝Gガンダム
- パイロット - アレンビー・ビアズリー

機動戦士ガンダムSEED
- モビルスーツ - カラミティガンダム、レイダーガンダム、フォビドゥンガンダム
- パイロット - サイ・アーガイル、オルガ・サブナック、クロト・ブエル、シャニ・アンドラス

ガンダムビルドダイバーズ
- モビルスーツ - RX-零丸
- パイロット - アヤメ、ロンメル、マギー、ナミ、ドージ、オーガ、タイガーウルフ、シャフリヤール、コーイチ、シバ・ツカサ

トライエイジオリジナル
- モビルスーツ - ガンダムAGE-1（トライエイジカラー）[36]

#### 03 (DELTA WARS)
機動戦士ガンダム00
- モビルスーツ - セラフィムガンダム[37]、GNアーチャー、レグナント、アルケーガンダム
- パイロット - ロックオン・ストラトス（ライル・ディランディ）&ハロ、ハレルヤ・ハプティズム、マリー・パーファシー、ネーナ・トリニティ(2nd)、ルイス・ハレヴィ

ガンダムビルドダイバーズRe:RISE
- モビルスーツ - コアガンダム、アースリィガンダム、ガンダムジャスティスナイト
- パイロット - ヒロト、カザミ

#### 04 (DELTA WARS)
機動戦士ガンダムUC
- モビルスーツ - クシャトリヤ・リペアード[38]
- パイロット - マリーダ・クルス&オードリー・バーン

機動戦士ガンダムSEED DESTINY
- モビルスーツ - カオスガンダム、アビスガンダム、ガイアガンダム
- パイロット - スティング・オークレー、アウル・ニーダ

機動戦士ガンダムSEED DESTINY ASTRAY R
- モビルスーツ - ガンダムアストレイ レッドドラゴン

ガンダムビルドダイバースRe：RISE
- モビルスーツ - マーズフォーガンダム、ヴァルキランダー、ガンダムゼルトザーム
- パイロット - パルヴィーズ、仮面の男

トライエイジオリジナル
- モビルスーツ - ザクII（ゴールドコーティング仕様）[39]

#### 05 (DELTA WARS)
機動戦士ガンダム00
- モビルスーツ - ガンダムナドレ[40]、グラハム専用ユニオンフラッグカスタム

機動戦士ガンダム00P
- モビルスーツ - ガンダムアストレア
- パイロット - ルイード・レゾナンス

ガンダム Gのレコンギスタ
- モビルスーツ - Gアルケイン フルドレス[40]

ガンダムビルドダイバーズ
- モビルスーツ - ガンダムGP-羅刹

ガンダムビルドダイバースRe：RISE
- モビルスーツ - ジュピターヴガンダム
- パイロット - キャプテン・ジオン

SDガンダム外伝 ジークジオン編
- モビルスーツ - ブラックドラゴン

#### 06 (DELTA WARS)
機動戦士ガンダム外伝 THE BLUE DESTINY
- モビルスーツ - イフリート改
- パイロット - ニムバス・シュターゼン

機動戦士ガンダム サイドストーリーズ
- パイロット - クロエ・クローチェ

機動戦士ガンダムSEED DESTINY
- モビルスーツ - ザクウォーリア（ライブ仕様）
- パイロット - ミーア・キャンベル

ガンダムビルドファイターズトライ
- モビルスーツ - ガンダムジエンド

機動戦士ガンダム 鉄血のオルフェンズ
- モビルスーツ - ガンダム・フラウロス（ダインスレイヴ装備）

ガンダムビルドダイバースRe：RISE
- パイロット - メイ

トライエイジオリジナル
- モビルスーツ - トライエイジガンダム

### EVOL BOOST!!

#### 01 (EVOL BOOST!!)
機動戦士ガンダムΖΖ
- パイロット - イーノ・アッバーブ

機動戦士Vガンダム
- モビルスーツ - V2ガンダム

機動戦士ガンダムSEED ASTRAY
- パイロット - ロウ・ギュール＆8

機動戦士ガンダムSEED X ASTRAY
- モビルスーツ - ドレッドノートガンダム（Xアストレイ）、ハイペリオンガンダム
- パイロット - プレア・レヴェリー、カナード・パルス

機動戦士ガンダムSEED ASTRAY 天空の皇女
- モビルスーツ - アストレイ ゴールドフレーム 天ハナ
- パイロット - ラス・ウィンスレット＆風花・アジャー

ガンダムビルドダイバースRe：RISE
- モビルスーツ - モビルドールメイ、コアガンダムII、ユーラヴェンガンダム、エクスヴァルキランダー

#### 02 (EVOL BOOST!!)
新機動戦記ガンダムW
- モビルスーツ - シェンロンガンダム、トールギスII
- パイロット - レディ・アン

機動戦士ガンダム00
- モビルスーツ - ユニオンフラッグ

ガンダムビルドダイバースRe：RISE
- モビルスーツ - サタニクスガンダム、ガンダムイージスナイト、ガンダムTRYAGEマグナム
- パイロット - ヒロト＆フレディ

ガンダムEXA
- モビルスーツ - エクストリームガンダム エクセリア
- パイロット - セシア・アウェア

トライエイジオリジナル
- モビルスーツ - トライバーニングガンダム（ゴールド仕様）[24]、G-セルフ（大気圏パック）（ゴールド仕様）[24]、ガンダムダブルオーダイバーエース（ゴールド仕様）、ガンダムAGEIIマグナム（ゴールド仕様）

#### 03 (EVOL BOOST!!)
機動戦士Ζガンダム
- パイロット - カミーユ・ビダン＆フォウ・ムラサメ＆ロザミア・バダム

機動戦士ガンダムΖΖ
- パイロット - ジュドー・アーシタ＆ルー・ルカ＆エル・ビアンノ

機動武闘伝Gガンダム
- モビルスーツ - ゴッドガンダム＆風雲再起、ライジングガンダム、ノーベルガンダム、マスターガンダム＆風雲再起
- パイロット - ドモン・カッシュ＆レイン・ミカムラ＆風雲再起

∀ガンダム
- パイロット - ローラ・ローラ＆キエル・ハイム＆グエン・サード・ラインフォード

機動戦士ガンダムSEED ASTRAY
- モビルスーツ - ドライグストライクガンダム

機動戦士ガンダムSEED DESTINY
- モビルスーツ - ガイアガンダム（バルトフェルド専用機）
- パイロット - アンドリュー・バルトフェルド

ガンダムビルドダイバースRe：RISE
- モビルスーツ - リライジングガンダム

ガンダムブレイカーモバイル
- モビルスーツ - ガンダムアレウス
- パイロット - 主人公（ガンダムブレイカーモバイル）

#### 04 (EVOL BOOST!!)
機動戦士ガンダム00
- モビルスーツ - GNアーマー TYPE-E、アルヴァアロン
- パイロット - 刹那・F・セイエイ＆ラッセ・アイオン、アレハンドロ・コーナー

機動戦士ガンダム00F
- モビルスーツ - ガンダムアストレア TYPE-F
- パイロット - フォン・スパーク

機動戦士ガンダム00V
- モビルスーツ - ガンダムアヴァランチエクシア

ガンダム Gのレコンギスタ
パイロット - ラライヤ・アクパール＆ノレド・ナグ＆ノベル
ガンダムビルドファイターズトライ
- モビルスーツ - トライバーニングガンダム（最終決戦仕様）[37]
- パイロット - カミキ・セカイ＆コウサカ・ユウマ＆ホシノ・フミナ

機動戦士ガンダムNT
- モビルスーツ - ナラティブガンダム（C装備）
- パイロット - ヨナ・バシュタ＆リタ・ベルナル＆ミシェル・ルオ

ガンダムビルドダイバーズ
- パイロット - リク＆サラ＆モル

#### 05 (EVOL BOOST!!)
機動戦士ガンダムAGE
パイロット - キオ・アスノ＆キャプテン・アッシュ＆フリット・アスノ
機動戦士ガンダム00
パイロット - 刹那・F・セイエイ＆沙慈・クロスロード＆ハロ
劇場版 機動戦士ガンダム00 -A wakening of the Trailblazer-
パイロット - ロックオン・ストラトス（ライル・ディランディ）＆ハロ＆ハロ
ガンダムビルドファイターズトライ
パイロット - サカイ・ミナト＆イサカ・ヒデオ＆サトウ・ハルト
ガンダムビルドダイバースRe：RISE
モビルスーツ - ジュピターヴガンダム（コアガンダムII）
パイロット - ヒロト＆メイ
機動戦士ガンダム 閃光のハサウェイ（映画）
モビルスーツ - Ξガンダム（映画）、ペーネロペー（映画）
パイロット - ハサウェイ・ノア（映画）、レーン・エイム（映画）

### その他
コロニーショップで開催されたイベント大会で配布されたり、AGやGB、一部雑誌に同梱されたメインシリーズで登場していないカードを記載する。
機動戦士ガンダムAGE
- モビルスーツ - アデル（量産機）、ジェノアスII（量産機）

機動戦士ガンダムAGE ユニバースアクセル / コズミックドライブ
- パイロット - フリット・アスノ（青年）

機動戦士ガンダムAGE 〜追憶のシド〜
- パイロット - ウィービック・ランブロ、アセム・アスノ（追憶のシド）

機動戦士ガンダム
- パイロット - アルテイシア・ソム・ダイクン、シン

機動戦士ガンダム 第08MS小隊
- パイロット - シロー・アマダ&アイナ・サハリン

機動戦士ガンダム 黒衣の狩人
- モビルスーツ - ヅダ（ウォルフガング専用機）

機動戦士ガンダム アグレッサー
- モビルスーツ - レッドライダー

機動戦士Ζガンダム
- パイロット - サラ・ザビアロフ、レコア・ロンド

機動戦士ガンダムΖΖ
- パイロット - ビーチャ・オーレグ、グレミー・トト

機動戦士ガンダム 逆襲のシャア
- パイロット - アムロ・レイ&チェーン・アギ

機動戦士ガンダムUC
- モビルスーツ - ユニコーンガンダム（Ver.TWC）

∀ガンダム
- パイロット - ローラ・ローラ、ロラン・セアック&ソシエ・ハイム

機動戦士ガンダムSEED C.E.73 STARGAZER
- パイロット - ソル・リューネ・ランジュ

機動戦士ガンダム00
- パイロット - アレルヤ・ハプティズム（1st）

ガンダムビルドファイターズ
- パイロット - イオリ・タケシ、キララ、ゴンダ・モンタ

ガンダムビルドファイターズトライ
- パイロット - イズナ・シモン

ガンダム Gのレコンギスタ
- パイロット - ラライヤ・マンディ

機動戦士ガンダム 鉄血のオルフェンズ
- モビルスーツ - グレイズ（クランク搭乗機）
- パイロット - クランク・ゼント、ダンテ・モグロ

トライエイジオリジナル
- モビルスーツ - GN-X（ゴールド）[9]、ギラ・ズール（ゴールド）[9]
- パイロット - アムロ・レイ&バナージ・リンクス、カミーユ・ビダン&ヒイロ・ユイ、刹那・F・セイエイ&三日月・オーガス、ベルリ・ゼナム&シャア・アズナブル

その他
- モビルスーツ - ガンダム（セブン・イレブンカラー）[41]

## 配信ミッション
『ドラゴンボールヒーローズ』と同様に定期的に期間限定のミッションが配信されており、そこでしか入手できないビルドMSやパーツなどがある。

## ビルドファイターズモード
BUILD MS3弾から追加された擬似対戦モード。『ガンダムビルドファイターズ』の放送に合わせて、機体とパイロットが登場するSPライバルが出現する。
BUILD MS7弾の途中からBUILD MS8弾終了まで、「白熱！！バトルフェスティバル編」になる。
BUILD G1弾からVS IGNITION 05までネットワークマッチングモードに変更。BUILD G3弾と6弾の一時期のみ「激戦！バトルロイヤル」になる。
OPERATION ACE 01から06までビルドダイバーズモードに変更。DELTA WARS 01よりネットワークマッチングモードに戻った。

## リリース
- 2011年7月28日 0弾稼動開始。
- 2011年10月6日 1弾稼動開始。「MSホロキラカードキャンペーン」（全8種）実施。
- 2011年12月8日 2弾稼動開始。
- 2012年2月9日 3弾稼動開始。「MSホロキラカード 変形&トランザムキャンペーン」（全12種）実施。
- 2012年4月19日 4弾稼動開始。
- 2012年6月14日 5弾稼動開始。「トライエイジ「絆」キャンペーン」（全12種）実施。
- 2012年8月9日 6弾稼動開始。「ファンネルは、伊達じゃない！キャンペーン」（全8種）実施。
- 2012年10月4日 「ジオンの興亡」1弾稼働開始。
- 2012年12月6日 「ジオンの興亡」2弾稼動開始。
- 2013年1月31日 「ジオンの興亡」3弾稼動開始。
- 2013年3月28日 「ジオンの興亡」4弾稼動開始。「機動戦士ガンダムUCキャンペーン」（全8種）実施。
- 2013年5月30日 「BUILD MS」1弾稼動開始。
- 2013年8月8日 「BUILD MS」2弾稼動開始。「開放！GNドライブキャンペーン」（全8種）実施。
- 2013年10月10日 「BUILD MS」3弾稼動開始。「ビルドウェポンキャンペーン」（全8種）実施。
- 2013年12月12日 「BUILD MS」4弾稼働開始。
- 2014年2月6日 「BUILD MS」5弾稼働開始。「機動戦士ガンダム 逆襲のシャアキャンペーン」（全10種）実施。
- 2014年4月10日 「BUILD MS」6弾稼働開始。「デビルガンダムファイト！キャンペーン」（全8種）実施。
- 2014年6月5日 「BUILD MS」7弾稼働開始日だったが、ICカードのデータが破損する不具合が発覚し一時稼働停止。6月12日以降修正版が稼働開始。「オールエピソードキャンペーン」（全7種）実施。
- 2014年7月31日 「BUILD MS」8弾稼働開始。「ユニバーサルセンチュリーコレクション」（全20種）実施。
- 2014年10月9日 「BUILD G」1弾稼働開始。「オールガンダムキャンペーン」（全18種）実施。
- 2014年12月4日 「BUILD G」2弾稼働開始。「フォトンライズキャンペーン」（全5種）実施。
- 2015年1月29日 「BUILD G」3弾稼働開始。「トライブレイズキャンペーン」（全7種）実施。
- 2015年3月26日 「BUILD G」4弾稼働開始。「覚醒SEED DESTINYキャンペーン」（全4種）実施。
- 2015年5月28日 「BUILD G」5弾稼働開始。「フルドライブキャンペーン」（全6種）実施。
- 2015年7月30日 「BUILD G」6弾稼働開始。「ガンダムマイスターキャンペーン」（全8種）実施。
- 2015年10月8日 「鉄血の1弾」稼働開始。「鉄華団vsギャラルホルンキャンペーン」（全8種）実施。
- 2015年12月3日 「鉄血の2弾」稼働開始。「デュアルアームズ搭載キャンペーン」（全8種）実施。
- 2016年1月28日 「鉄血の3弾」稼働開始。「鉄の絆キャンペーン」（全8種）実施。
- 2016年3月24日 「鉄血の4弾」稼働開始。「クライマックス決戦キャンペーン」（全8種）実施。
- 2016年5月26日 「鉄血の5弾」稼働開始。「鉄血小隊コンビネーションキャンペーン」（全12種）実施。
- 2016年7月28日 「鉄血の6弾」稼働開始。「アニバーサリーレアキャンペーン」（全5種）&「RE.SECキャンペーン」（全4種）実施。
- 2016年10月6日 「鉄華繚乱1弾」稼働開始。「禁断の阿頼耶識キャンペーン」（全6種）実施。
- 2016年12月1日 「鉄華繚乱2弾」稼働開始。「最強の三傑キャンペーン」（全12種）&「リミットブレイクキャンペーン」（全5種）実施。
- 2017年1月26日 「鉄華繚乱3弾」稼働開始。「赤蒼同盟キャンペーン」（全12種）実施。
- 2017年3月23日 「鉄華繚乱4弾」稼働開始。「宿命の好敵手キャンペーン」（全20種）実施。
- 2017年6月1日 「鉄華繚乱5弾」稼働開始。「絆アシストキャンペーン」（全6種）実施。
- 2017年7月20日 「VS IGNITION 01」稼働開始。シャア専用筐体登場。「必殺追撃キャンペーン」（全6種）実施。
- 2017年9月21日 「VS IGNITION 02」稼働開始。「必殺反撃キャンペーン」（全6種）実施。
- 2017年11月16日 「VS IGNITION 03」稼働開始。「最終決戦-ラストミッション-キャンペーン」（全8種）実施。
- 2018年1月11日 「VS IGNITION 04」稼動開始。「必殺強襲キャンペーン」（全9種）実施。
- 2018年3月22日 「VS IGNITION 05」稼動開始。「明鏡止水キャンペーン」（全6種）実施。
- 2018年5月24日 「OPERATION ACE 01」稼働開始。「ガンプラACEカードキャンペーン!」（全8種)実施。
- 2018年7月26日 「OPERATION ACE 02」稼働開始。7th Anniversary「オールガンダムキャンペーン」（全18種）実施。
- 2018年9月27日 「OPERATION ACE 03」稼働開始。
- 2018年11月29日 「OPERATION ACE 04」稼働開始。「仮面の男キャンペーン!」（全11種）および「必殺制圧」キャンペーン（全5種）実施。
- 2019年1月31日 「OPERATION ACE 05」稼働開始。「MS暴走キャンペーン」（全9種）および「SDガンダムイグニッションカードキャンペーン」（全5種）実施開始。
- 2019年3月28日 「OPERATION ACE 06」稼働開始。「V作戦キャンペーン」（全3種）および「歴戦の強者キャンペーン」（全9種）実施。
- 2019年5月23日 「DELTA WARS 01」稼働開始。「ヴァリアブルカードゲットキャンペーン」（全5種）および「未参戦パイロット緊急参戦キャンペーン」（全10種）実施。
- 2019年7月25日 「DELTA WARS 02」稼働開始。「ビヨンドジェネレーションキャンペーン」（全4種）および「未参戦パイロット緊急参戦キャンペーン」の第2弾（全11種）実施。
- 2019年9月26日 「DELTA WARS 03」稼働開始。「スタートダッシュ・ヴァリアブルキャンペーン」（全5種）実施。
- 2019年11月28日 「DELTA WARS 04」稼働開始。「必勝のクロスストライクキャンペーン」（全9種）実施。
- 2020年1月30日 「DELTA WARS 05」稼働開始。「トライエイジ・ベストヒットキャンペーン」（全5種）および「『キャプテン・ジオン』緊急参戦キャンペーン」（全1種）実施。
- 2020年3月26日 「DELTA WARS 06」稼働開始。「戦場の女神キャンペーン」（全6種）実施。
- 2020年6月25日 「EVOL BOOST!! 01」稼働開始。「ブーストカードキャンペーン」（全6種）実施。
- 2020年9月3日　「EVOL BOOST!! 02」稼働開始。「9thゴールデンアニバーサリーキャンペーン」（全5種）および「ヒストリーオブトライエイジキャンペーン」（全1種）実施。
- 2020年11月5日 「EVOL BOOST!! 03」稼働開始。「ベストブーストマッチキャンペーンカード」（全6種）実施。
- 当初予定では2021年1月14日に 「EVOL BOOST!! 04」稼働開始だったが、不具合でそれより早い時期に稼働開始[43]。同弾のカードは当初の予定通り2021年1月14日発売[44]。「宿命の絆アシストキャンペーンカード」（全6種）実施。
- 2021年3月11日 「EVOL BOOST!! 05」稼働開始。「トライエイジグレイテストヒッツキャンペーン」カード（全6種）実施。2021年5月31日で稼働終了。

## ガンダムトライエイジSP
2014年7月17日に発売されたニンテンドー3DS用ゲームソフト。第0弾からビルドMS6弾までのカードと、ゲームミッションを収録。
雑誌、ゲーム筐体、サイト内で公開されているQRコードを読み取ることで、オリジナルミッションをプレイ可能。